# Regla de Leibniz (regla del producte generalitzada)
En càlcul, la regla de Leibniz, anomenada així en honor de Gottfried Leibniz, és una generalització de la regla del producte. Estableix que si f i g són funcions derivables n cops, llavors la n-èsima derivada del producte fg ve donada per
{\displaystyle (f\cdot g)^{(n)}=\sum _{k=0}^{n}{n \choose k}f^{(k)}g^{(n-k)}}
on {\displaystyle {n \choose k}} és el coeficient binomial habitual i el conveni {\displaystyle f^{(0)}=f}.
Això es pot demostrar per inducció emprant la regla del producte.
Emprant notació multi-index la regla estableix pel cas general de derivades parcials:
{\displaystyle \partial ^{\alpha }(fg)=\sum _{\beta \leq \alpha }{\alpha  \choose \beta }(\partial ^{\alpha -\beta }f)(\partial ^{\beta }g)}
Que és el que en resulta d'aplicar la fórmula anterior a cada component del multi-index.